# Tenuipenna simplicella
Tenuipenna simplicella är en fjärilsart som beskrevs av Hans Georg Amsel 1959. Tenuipenna simplicella ingår i släktet Tenuipenna och familjen brokmalar. Inga underarter finns listade i Catalogue of Life.